# Hired Gun
Hired Gun是由微軟遊戲工作室内部创建的一个中等规模开发小组。该小组的工作《光环2》从原来的Xbox版本转移到Windows Vista版本。从2006年2月初至2007年4月进行名为“光晕2 Vista”或“H2V”的项目，负责人为Jo Clowes。2007年10月团队解散，并在微軟遊戲工作室分配到的其他项目上。